# 寺尾康
寺尾 康（てらお やすし、1959年8月 - ）は、日本の言語学者（心理言語学・音韻論・認知科学）。学位は文学修士（筑波大学・1984年）。静岡県立大学学生部副部長・国際関係学部教授・大学院国際関係学研究科教授。
常葉学園短期大学助教授、目白大学人文学部助教授、静岡県立大学国際関係学部助教授、静岡県立大学言語コミュケーション研究センター副センター長などを歴任した。

## 概要

### 生い立ち
1959年生まれ。筑波大学に進み、第一学群の人文学類を1982年に卒業した。その後、筑波大学の大学院に進学し、文学修士（筑波大学・1984年）の学位を取得した。文芸・言語研究科の応用言語学専攻にて学び、1987年に博士課程を単位取得退学した。

### 学界
その後、常葉学園短期大学にて講師に就任し、のちに助教授に昇任した。1999年に目白大学に転じ、人文学部にて助教授を務めた。2000年に静岡県立大学に移り、国際関係学部にて助教授に就任した。2004年には教授に昇任した。
現在は、静岡県立大学の国際関係学部にて、国際言語文化学科の教授を務める。加えて、同大学の大学院にて、国際関係学研究科の比較文化専攻の教授も兼任する。さらに、同大学の言語コミュケーション研究センターにも所属し、副センター長に選任された。

## 研究
専門は言語学であり、その範囲は心理言語学や音韻論、認知科学など多岐にわたる。それらの領域から言語を産出するメカニズムの解明を試みている。また、心理言語学や音韻論に基づき「言い間違い」が発生するメカニズムを研究するなど、言い間違いに纏わる諸現象の分析で知られている。これらの研究業績を基に、『言い間違いはどうして起こる?』と題した著書も上梓している。その他には、ヒトが成長過程で言語を獲得するプロセスについての研究や、自律的音韻理論についての研究を行っている。

## 略歴
- 1959年 - 誕生。
- 1982年 - 筑波大学第一学群卒業。
- 1987年 - 筑波大学大学院文芸・言語研究科博士課程単位取得退学。
- 1997年 - 常葉学園短期大学助教授。
- 1999年 - 目白大学人文学部助教授。
- 2000年 - 静岡県立大学国際関係学部助教授。
- 2004年 - 静岡県立大学国際関係学部教授。

## 著作

### 単著
- 寺尾康著『言い間違いはどうして起こる?』岩波書店、2002年。ISBN 4000068261

### 共著
- Studies in language sciences, Hidetosi Sirai et al. (ed.), Vol. 6, Tokyo: Kurosio, 2007. ISBN 9784874243817
- Studies in language sciences, Tamiko Ogura et al. (ed.), Vol. 7, Tokyo: Kurosio, 2008. ISBN 9784874244203

### 寄稿
- 寺尾康稿「自然発話に生じた音位転倒の心理言語学的分析」城生佰太郎博士還暦記念論文集編集委員会編『実験音声学と一般言語学――城生佰太郎博士還暦記念論文集』東京堂出版、2006年。ISBN 4490205791
- 寺尾康稿「発話のメカニズムを探る」大津由紀雄編著『はじめて学ぶ言語学――ことばの世界をさぐる17章』ミネルヴァ書房、2009年。ISBN 9784623055807
- 寺尾康稿「言語産出」乾敏郎・吉川左紀子・川口潤編『よくわかる認知科学』ミネルヴァ書房、2010年。ISBN 9784623055340

## 関連人物
- 大津由紀雄
- 城生佰太郎